# 大字 (数字)
数字の大字（だいじ）は、漢数字の一種。通常用いる単純な字形の漢数字（小字）の代わりに同じ音の別の漢字を用いるものである。

## 概要

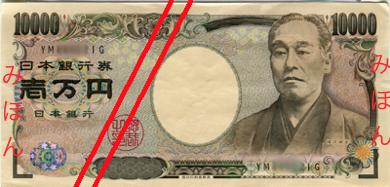
壱万円日本銀行券（E一万円券、「壱」が大字）

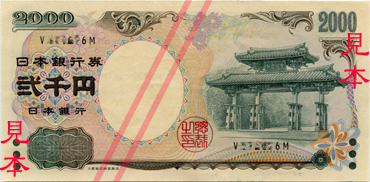
2000年発行開始の弐千円日本銀行券（D号券、「弐」が大字）

漢数字には「一」「二」「三」と続く小字と、「壱」「弐」「参」と続く大字がある。漢数字は通常は小字を用いるが、字画が少なく改竄のおそれがあるため、重要な数字の表記では大字を用いることがある。具体的には法的文書や会計書類（例えば戸籍や領収書や登記など）で算用数字の普及まで頻繁に用いられていた。かつて大字は、万に至るまで用いられてきた。
例えば、領収書に「金一万円」と書くと、後から「丨」や「L」、「イ」、「ニ」などを書き加えて「十万円」、「七万円」、「廿万円」（二十万円）、「千万円」、「三万円」などにする改竄が容易に可能であり、「八万円」に「亠」を書き加えて「六万円」にする改竄も可能である。
逆に「金三万円」や「七万円」や「百万円」と書かれた領収書を受け取ると、提出時に「（一や二、乚、白を書き加えて）『三万円』や『七万円』や『百万円』に水増ししていないか」と疑われる恐れもある。
画数が多く難しい漢字を用いることで改竄を防ぐようにしたのが大字の存在理由である。例えば、「一」に対応する大字の「壱」、「六」に対応する大字の「陸」、「八」に対応する大字の「捌」、「千」に対応する大字の「阡」、「万」に対応する大字の「萬」では、「一」「六」「八」「千」「万」のような改竄はできず；「三」に対応する大字の「参」、「七」に対応する大字の「漆」、「百」に対応する大字の「陌」では水増しを疑われる事はない。
日本では、8世紀初頭に編纂された大宝律令において公式文書の帳簿類に大字を使う事が定められている。「凡そ是れ簿帳…の類の数有らむ者は、大字に為れ」（公式令66条）とされ、東大寺の正倉院に残る天平時代の戸籍や正税帳（国家の倉庫の出納簿）はこの令に則って、一から万まで下表にある大字が使われている。
以下に日本と中国の大字を示す。一部は新字体や簡体字になっている。
| 算用数字 | 漢数字 | 日本の大字 | 日本の大字   | 中国の大字                               | 中国の大字                               |
| 算用数字 | 漢数字 | 新字体     | 旧字体・俗字 | 繁体字                                   | 簡体字                                   |
| -------- | ------ | ---------- | ------------ | ---------------------------------------- | ---------------------------------------- |
| 0        | 〇     | 零         | 零           | 零                                       | 零                                       |
| 1        | 一     | 壱         | 壹、弌       | 壹                                       | 壹                                       |
| 2        | 二     | 弐         | 貳、貮、弍   | 貳                                       | 贰                                       |
| 3        | 三     | 参         | 參、弎       | 叁、參、叄                               | 叁                                       |
| 4        | 四、亖 | 四         | 肆           | 肆、䦉                                   | 肆                                       |
| 5        | 五     | 伍         | 伍           | 伍                                       | 伍                                       |
| 6        | 六     | 陸         | 陸           | 陸                                       | 陆                                       |
| 7        | 七     | 漆、質     | 柒           | 柒、漆                                   | 柒                                       |
| 8        | 八     | 捌         | 捌           | 捌                                       | 捌                                       |
| 9        | 九     | 玖         | 玖           | 玖                                       | 玖                                       |
| 10       | 十     | 拾、什     | 拾、什       | 拾、什                                   | 拾、什                                   |
| 20       | 廿、卄 | 弐拾       | 貳拾         | 貳拾、廿（呉語、ほぼ使わない）           | 貳拾、廿（呉語、ほぼ使わない）           |
| 30       | 卅、丗 | 参拾       | 參拾         | 参拾、卅（広東語・閩南語、ほぼ使わない） | 参拾、卅（広東語・閩南語、ほぼ使わない） |
| 40       | 卌     |            |              | 肆拾、䦉拾、卌（閩南語、ほぼ使わない）   | 肆拾、䦉拾、卌（閩南語、ほぼ使わない）   |
| 100      | 百     | 陌、佰     | 陌、佰       | 佰                                       | 佰                                       |
| 1000     | 千     | 阡、仟     | 阡、仟       | 仟                                       | 仟                                       |
| 10000    | 万     | 萬         | 萬           | 萬                                       | 万（萬）                                 |

日本の法令で定められているのは壱、弐、参、拾のみである。現在の日本銀行券には「千円」「弐千円」「五千円」「壱万円」と書かれている。他にかつて発行された日本銀行券で大字が使われているものには「五拾円」「貳百圓」「貳拾圓」「拾圓」「壹圓」「拾錢」があり、また日本銀行券以外の日本の紙幣（政府紙幣など）も含めれば「貳圓」「五拾錢/五拾銭」「貳拾錢」もある。伍は麻雀牌の表記以外の商取引などで使われる場合は少ない。
大字を用いる時は一般に数詞を用いた書き方が行われる。また通常は言わない「壱」を明記することがある。例えば 110 は「百拾」か「陌拾」「壱百壱拾」か「壱陌壱拾」と書き、「壱壱零」といったアラビア数字のような位取り記数法を用いるのは一般的でない。
簡体字の「叁」（叄、sān、ㄙㄢ）は本来「参」（參、cān、ㄘㄢ）の異体字だが、現在は「三」の大字専用として使われているようである。

## 擬古調的表現
大字を、旧字体と同じように「古さ」あるいはそれらしい擬古調的表現の一環として用いることがある。
例えば、アニメ作品『新世紀エヴァンゲリオン』は、タイトル数を「第弐話」「第弐拾四話」などと大字を活用して表現し、エヴァの機体も「弐号機」「参号機」などと命名している。他にも、『ファイブスター物語』のマシンメサイア、「焔星(イェンシー)」の機体にも付けられていた。他にも、『 夏目友人帳 (アニメ)』のシリーズタイトルにも表現として3期タイトルから使われている